# 나고야시의 마천루 목록
나고야시의 마천루 목록이다. 나고야는 도쿄, 요코하마, 오사카에 이어 일본의 주요 경제 중심지 중 하나인 일본에서 네 번째로 큰 도시다. 제조의 측면에서, 자동되 거인의 고향으로 도요타, 혼다, 미쓰비시 자동차, 도시는 국가의 주요 자동차 메이커 센터다. 다른 하이테크 산업도 이곳에 있다. 이 도시는 또한 국내에서 6번째로 가장 분주한 기차역이 있다. 강력한 산업 기반은 대형 사무실 공간을 지속적으로 구축하고 확장하는 주요 원동력 중 하나다. 대부분의 고층 건물은 메이이키의 도심 지역에 위치하고 있으며, 주요 기차역과 가깝다.

## 가장 높은 건물
이 목록은 표준 높이 측정을 기준으로 높이가 100m 이상인 나고야의 고층 건물을 나타낸다. 여기에는 건축 세부사항이 포함된다.
| 순위 | 명칭                           | 사진 | 높이    | 층수 | 완공   | 도시   | 비고                               |
| ---- | ------------------------------ | ---- | ------- | ---- | ------ | ------ | ---------------------------------- |
| 1    | 미들랜드 스퀘어                |      | 247.0m  | 47층 | 2007년 | 나고야 | 아이치현에서 가장 높은 건물이다.   |
| 2    | JR 센트럴 오피스 타워          |      | 245.1m  | 51층 | 2000년 | 나고야 | [ 6 ] [ 7 ] [ 8 ] [ 9 ] [ 10 ]     |
| 3    | JR 센트럴 호텔 타워            |      | 226.0m  | 53층 | 2000년 | 나고야 | [ 11 ] [ 12 ] [ 13 ] [ 14 ] [ 15 ] |
| 4    | JR 게이트 타워                 |      | 211.1m  | 46층 | 2016년 | 나고야 | [ 16 ] [ 17 ] [ 18 ]               |
| 5    | JP 타워 나고야                 |      | 195.74m | 40층 | 2015년 | 나고야 | [ 19 ] [ 20 ] [ 21 ]               |
| 6    | 나고야 루센트 타워             |      | 180.2m  | 40층 | 2007년 | 나고야 | [ 22 ] [ 23 ] [ 24 ] [ 25 ] [ 26 ] |
| 7    | 대 나고야 비루진구             |      | 174.7m  | 34층 | 2015년 | 나고야 | [ 27 ] [ 28 ]                      |
| 8    | 모드 학원 스파이럴 타워        |      | 170.0m  | 36층 | 2008년 | 나고야 | [ 29 ] [ 30 ] [ 31 ] [ 32 ] [ 33 ] |
| 8    | 글로벌 게이트                  |      | 170.0m  | 36층 | 2017년 | 나고야 | [ 34 ]                             |
| 10   | 중세 캐피탈 타워 라이온스      |      | 161.9m  | 47층 | 2009년 | 나고야 | [ 35 ] [ 36 ] [ 37 ] [ 38 ]        |
| 11   | 더 신 죠호쿠                   |      | 160.0m  | 45층 | 1996년 | 나고야 | [ 39 ] [ 40 ] [ 41 ] [ 42 ] [ 43 ] |
| 12   | 그랜드 메종 이케 시타 더 타워  |      | 152.8m  | 42층 | 2013년 | 나고야 | [ 44 ] [ 45 ]                      |
| 13   | 카나야마 미나미 빌딩           |      | 134.5m  | 31층 | 1999년 | 나고야 | [ 46 ] [ 47 ] [ 48 ] [ 49 ]        |
| 14   | 아쿠아 타운 나야바시           |      | 117.8m  | 33층 | 2006년 | 나고야 | [ 50 ] [ 51 ] [ 52 ]               |
| 15   | 알파인 마루 노우치 타워        |      | 115.8m  | 25층 | 2007년 | 나고야 | [ 53 ]                             |
| 16   | 심포니 도요타 빌딩             |      | 115.0m  | 25층 | 2016년 | 나고야 | [ 54 ] [ 55 ]                      |
| 17   | 힐튼 나고야                    |      | 110.5m  | 28층 | 1989년 | 나고야 | [ 56 ]                             |
| 18   | 아쿠시오스 치구                |      | 108.43m | 31층 | 2004년 | 나고야 |                                    |
| 19   | 나디아 파크 비즈니스 센터 빌딩 |      | 108m    | 23층 | 1996년 | 나고야 | [ 57 ]                             |
| 20   | 나고야 국제센터                |      | 102m    | 26층 | 1984년 | 나고야 | [ 58 ]                             |
| 21   | 도시 나고야 빌딩               |      | 101m    | 22층 | 2005년 | 나고야 | [ 59 ]                             |
| 22   | 그랜드 스위트치쿠사 타워       |      | 101m    | 30층 | 2010년 | 나고야 | [ 60 ]                             |

### 공사중과 계획중인 건축물
| 명칭                        | 사진 | 높이    | 층수 | 완공   | 위치   | 비고   |
| --------------------------- | ---- | ------- | ---- | ------ | ------ | ------ |
| 그랜드 메종 타워            |      | 150.0m  | 41층 | 2017년 | 나고야 | [ 61 ] |
| 니시키 니 7쵸메 재개발 사업 |      | 110.80m | 30층 | 2021년 | 나고야 | [ 62 ] |
| 사카에 타워 힐즈            |      | 100m    | 28층 | 2019년 | 나고야 | [ 63 ] |

## 역대 나고야 최고층 건물
제 2차 세계대전 전에 일본 징병관(야마토 생명 빌딩 등으로 개명 후 해체)가 최대의 건물이었다. 전후 나고야 역전의 빌딩 군은 처마 높이 30.3m에 가지런히 할 수 있었다. 다음은 백척 규제 철폐 이후의 변천이다.
| 명칭                       | 사진 | 시기            | 높이   | 층수 | 위치   | 비고          |
| -------------------------- | ---- | --------------- | ------ | ---- | ------ | ------------- |
| 나고야 도쿄 해 상일동 빌딩 |      | 1973년 ~ 1973년 | 86.8m  | 25층 | 나고야 | [ 64 ]        |
| 운류 플렉스 빌딩           |      | 1973년 ~ 1974년 | 90.0m  | 24층 | 나고야 | [ 65 ]        |
| 스미토모 생명 나고야 빌딩  |      | 1974년 ~ 1989년 | 102.0m | 26층 | 나고야 | [ 66 ]        |
| 나고야 국제센터 빌딩       |      | 1984년 ~ 1989년 | 102.0m | 26층 | 나고야 | [ 67 ]        |
| 힐튼 나고야                |      | 1989년 ~ 1996년 | 110.5m | 28층 | 나고야 | [ 56 ]        |
| 더 장면 성북               |      | 1996년 ~ 1999년 | 160.0m | 45층 | 나고야 | [ 39 ] [ 40 ] |
| JR 센트럴 타워스           |      | 1999년 ~ 2005년 | 245.1m | 51층 | 나고야 | [ 6 ] [ 7 ]   |
| 미들랜드 스퀘어            |      | 2005년 ~ 현재   | 247.0m | 47층 | 나고야 | [ 1 ] [ 2 ]   |

## 같이 보기
- 마천루 (세계)
- 마천루 목록
- 일본의 마천루
- 일본의 마천루 목록
- 각 도도부현에서 가장 높은 건물 목록
- 도카이 지방의 마천루 목록